# Participación de Estados Unidos en la Revolución mexicana

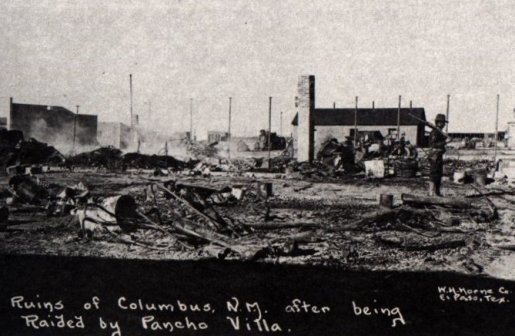
Consecuencias del ataque de Pancho Villa contra Columbus, Nuevo México, en 1916

La participación de los Estados Unidos en la Revolución mexicana fue variada y aparentemente contradictoria, primero apoyando y luego repudiando a los regímenes mexicanos durante el período 1910-1920. Por razones tanto económicas como políticas, el gobierno de los Estados Unidos en general apoyó a quienes ocupaban los escaños del poder, independientemente de que tuvieran ese poder legítimamente o no. Una clara excepción fue la intervención francesa en México, cuando Estados Unidos apoyó al asediado gobierno liberal de [Benito Juárez] en plena guerra civil estadounidense (1861-1865). Antes de la posesión presidencial de Woodrow Wilson el 4 de marzo de 1913, el gobierno de los EE. UU. se centró en advertir al ejército mexicano que se tomaría una acción decisiva del ejército estadounidense si las vidas y propiedades de los ciudadanos estadounidenses que vivían en el país estuvieran en peligro. El presidente William Howard Taft envió más tropas a la frontera entre Estados Unidos y México, pero no les permitió intervenir en el conflicto, una medida a la que se opuso el Congreso.
Estados Unidos reconoció al gobierno de Porfirio Díaz en 1878, dos años después del golpe de Estado de Díaz que lo llevó al poder. El largo gobierno de Díaz en México trajo una estrecha cooperación económica entre los dos países, especialmente desde que Díaz impuso un orden político que permitió el florecimiento de los negocios. Sin embargo, en 1908, Díaz concedió una entrevista al periodista estadounidense James Creelman en la que Díaz declaró que no se postularía para la reelección en 1910. La declaración dio lugar a maniobras políticas de los posibles candidatos. Díaz dio marcha atrás, se postuló para la reelección y encarceló al principal candidato de la oposición, Francisco I. Madero. Los revolucionarios mexicanos antes de los eventos de 1910 habían buscado refugio en el lado estadounidense de la frontera, un patrón que Madero continuó. Escapó de México y se refugió en San Antonio, Texas, y pidió la anulación de las elecciones de 1910, él mismo como presidente provisional y el apoyo revolucionario del pueblo mexicano. Su Plan de San Luis Potosí provocó levantamientos revolucionarios, particularmente en el norte de México. Estados Unidos se mantuvo al margen de los acontecimientos hasta el 6 de marzo de 1911, cuando el presidente William Howard Taft movilizó fuerzas en la frontera entre Estados Unidos y México. De esta manera, los estadounidenses intervinieron en los asuntos internos de México. Al mismo tiempo, muchos mexicanos consideraron que Estados Unidos había condenado a Díaz.
Aunque Estados Unidos parece haber seguido una política inconsistente hacia México, de hecho fue el patrón para los Estados Unidos. Las facciones victoriosas entre 1910 y 1919 disfrutaron de la simpatía y, en la mayoría de los casos, el apoyo directo de las autoridades estadounidenses en su lucha por el poder. En cada caso, la administración en Washington pronto le dio la espalda a sus nuevos amigos con la misma vehemencia expresada inicialmente al apoyarlos. Estados Unidos se volvió en contra de los regímenes que ayudó a instalar cuando comenzaron a aplicar políticas contrarias a los intereses diplomáticos y comerciales de Estados Unidos.
Cuando Díaz se vio obligado a renunciar en 1911 y Francisco I. Madero fue elegido presidente en octubre de 1911, el presidente de los Estados Unidos estaba en la fase final de su mandato. El embajador de Estados Unidos en México, Henry Lane Wilson, simpatizó inicialmente con el nuevo régimen, pero rápidamente entró en conflicto con él. El embajador Wilson conspiró con el general Victoriano Huerta para derrocar a Madero. El gobierno de los Estados Unidos bajo el recién posesionado presidente Woodrow Wilson se negó a reconocer al gobierno de Huerta.
Bajo el mandato del presidente Wilson, Estados Unidos había enviado tropas para ocupar Veracruz. El gobierno del presidente Wilson reconoció al gobierno de Venustiano Carranza en 1915, lo que permitió que las armas de los EE. UU. fluyeran hacia las fuerzas de Carranza. Cuando el ex aliado de Carranza Pancho Villa atacó la ciudad fronteriza de Columbus (Nuevo México) en 1916, el ejército de los Estados Unidos bajo el mando del general John J. Pershing lo persiguió en una misión conocida como la Expedición punitiva. Estados Unidos fracasó en el objetivo principal de esa misión, que era capturar a Villa. Carranza obligó a Estados Unidos a retirarse a través de la frontera. 
Después del retiro de las tropas estadounidenses, pequeños enfrentamientos con irregulares mexicanos, así como con Federales mexicanos, continuaron perturbando la frontera entre México y Estados Unidos de 1917 a 1919. Aunque el asunto del Telegrama Zimmermann de enero de 1917 no condujo a una intervención directa de Estados Unidos, tuvo lugar en el contexto de la Convención constitucional y tensiones exacerbadas entre Estados Unidos y México. 